# Korn
KoЯn (po navadi napisano »KoRn« ali »Korn«) je nu metal skupina iz Bakersfielda, Kalifornija, ZDA. Skupina je nastala kot skupina LAPD, v kateri so igrali vsi sedanji člani razen pevca Jonathana Davisa. Ko se jim je leta 1993 pridružil, so spremenili ime skupine v KoЯn, naslednje leto oktobra pa so izdali prvenec naslovljen KoЯn.
KoЯn pogosto omenjajo kot navdih za novo glasbeno zvrst nu metal, še posebej so pomagali skupinama Limp Bizkit in Deftones.
Davisov značilni pevski slog vsebuje kruljenje, nerganje, nesmiselne bizarne kombinacije zlogov in besedila, ki naj bi bila posledica nadlegovanja neimenovane osebe. Glasba skupine je mešanica tolkalnih, plemenskih bobnov in glasnih popačenih 7-strunskih kitar, kar je tudi glavni razlog za njihovo prepoznavnost.
Nekateri kritiki trdijo, da je skupina od svojih začetkov bolj malo napredovala: ponavljajo se teme besedil, uporabljajo podobne kitarske ritme. V neki recenziji albuma Untouchables, je avtor napisal, da je Davis napredoval v širini izbora vokalnih tehnik, vendar pa se besedila velikokrat končajo v že tolikokrat slišani am I going crazy smeri, ki je zelo značilna za KoЯne. 
Po izidu albuma najboljših hitov, so odšli z založbe Epic Records, zadnji album pa je bil izdan pod okriljem Roadrunner Records.
Marca 2005 je skupino zapustil Brian Welch zaradi na novo najdene krščanske vere, ki je v navzkrižju z njihovimi besedili in načinom življenja. Skupina je Heada v živo zamenjala z različnimi "touring" kitaristi. Kmalu za kitaristom je skupino zapustil še bobnar David Silveria, ki ga je sedaj nadomestil stalni član benda Ray Luzier.

## Člani
- Jonathan Davis - vokali, škotske dude
- Reginald »Fieldy« Arvizu - bas kitara
- Ray Luzier - bobni, tolkala
- James »Munky« Shaffer - kitara
- Brian »Head« Welch - kitara

Bivši člani:
- Brian »Head« Welch - kitara
- David Silveria - bobni

## Diskografija
- KoЯn, 1994
- Life Is Peachy, 1996
- Follow the Leader, 1998
- Issues, 1999
- Untouchables, 2002
- Take A Look In The Mirror, 2003
- Greatest Hits, Volume 1, 2004
- See You on the Other Side, 2005
- Untitled, 2007
- Korn III: Remember who you are, 2010
- The Path of Totality, 2011
- The Paradigm Shift, 2013
- The Serenity of Suffering, 2016
- The Nothing, 2019
- Requiem, 2022

## Glasbeni videi
Z albuma KoЯn
- Blind
- Faget
- Clown
- Shoots and Ladders

Z albuma Life Is Peachy
- A.D.I.D.A.S.

Z albuma Follow The Leader
- Got The Life
- Freak on a Leash

Z albuma Issues
- Falling Away From Me
- Make Me Bad
- Somebody Someone

Z albuma Untouchables
- Here To Stay
- Thoughtless
- Alone I Break

Z albuma Take A Look In The Mirror
- Did My Time
- Right Now
- Y'all Want a Single
- When Will This End

Z albuma Greatest Hits, Volume 1
- Word Up

## Filmska glasba
- I Know What You Did Last Summer - »Proud«
- The Crow: City of Angels - »Sean Olsen«
- End of Days - »The Camel Song«
- Spawn - »Kick the P.A.« z Chemical Bros.
- Tomb Raider: The Cradle of Life - »Did My Time«
- The Queen of the Damned - Jonathan Davis je napisal glasbo in besedila